# Pat Fraher
Pat Fraher (* 13. Januar 1974 in Saint Paul, Minnesota) ist ein US-amerikanischer Schiedsrichter im Basketball, der seit dem Jahr 1995 in der NBA tätig ist. Er trägt die Uniform mit der Nummer 26.

## Karriere

### College-Basketball
Vor dem Einstieg in die professionellen Basketballwettbewerbe arbeitete er für zwei Jahre als College-Basketballschiedsrichter in der Northern Sun Intercollegiate Conference.

### Continental Basketball Association
Zunächst arbeitete er für sieben Jahre als Schiedsrichter in der Continental Basketball Association.

### National Basketball Association
Fraher begann im Jahr 1995 seine NBA-Schiedsrichterlaufbahn beim Spiel der Minnesota Timberwolves gegen die Los Angeles Clippers.
Zuvor war er vier Jahre als Schiedsrichter in der Women’s National Basketball Association tätig.